# Transplants
Transplants é uma banda americana de rapcore. Formada em 1999, a banda usa uma combinação do hip-hop, reggae, drum and bass, dub, e punk. Formada por Rob Aston (Skinhead Rob), Tim Armstrong e Travis Barker.

## História
Banda formada em 1999 por Travis Barker (baterista do Blink-182 e ex-baterista do Box Car Racer e +44), Tim Armstrong (do Rancid) e Rob Aston. O projeto era somente de Tim, mas ele pediu ajuda para Rob nas letras e então eles decidiram se unir. Mas Tim não era bom baterista e então eles chamaram Travis para ser baterista da banda. Em 2002 a banda lançou o primeiro disco, Transplants e em 2005, Haunted Cities. Em 2006 eles lançaram Haunted Cities: Screwed and Chopped por DJ Paul Wall. Travis e Rob decidiram então se unir a Paul Wall e formaram o Expensive Taste.

## Discografia
Álbuns de estúdio
- 2002 - Transplants
- 2005 - Haunted Cities
- 2013 - In the  Warzone

### Singles
- 2003 - "Diamonds and Guns"
- 2003 - "D.J. D.J."
- 2003 - "Tall Cans in the Air"
- 2005 - "Gangsters and Thugs"
- 2013 - In the  Warzone